# Kielno (Pommeren)
Kielno is een plaats in het Poolse district  Wejherowski, woiwodschap Pommeren. De plaats maakt deel uit van de gemeente Szemud en telt 1025 inwoners.